# Oscar Bittrich
Robert Eduard Oscar Bittrich (* 2. August 1853 in Königsberg; † 18. September 1941 ebenda) war ein deutscher Fotograf.

## Leben
Oscar Bittrich war in Königsberg und später in Wehlau tätig. Dort hatte er sein Atelier am Kirchensteig 2.
In erster Ehe war er mit Anna Justine Wilhelmine Treiber verheiratet. Am 8. Oktober 1879 verlobte er sich mit Marie Katharina Schröder, die er 1880 heiratete. 1888 ist der Fotograf Oscar Bittrich im Königsberger Adressbuch unter der Anschrift Münzstraße 8/9 verzeichnet.
In der Sammlung des ehemaligen Provinzialdenkmalamtes Königsberg befindet sich mindestens ein Bild, das auf Bittrich zurückgeht. Es zeigt einen Straßenzug mit Schuhmacherwerkstatt in Wehlau.
Diese Sammlung wurde von Adolf Boetticher und Fritz Heitmann initiiert, die von 1890 bis 1896 die Baudenkmäler der Provinz Ostpreußen fotografisch und als Messzeichnungen erfassen ließen. Von 1891 bis 1899 wurde ein Bestandskatalog in neun Bänden angelegt. 1893 wurde das Provinzialdenkmalamt, das ab 1903 über ein Provinzialarchiv für Denkmalpflege verfügte, gegründet. Der erste Konservator war Boetticher, sein Nachfolger Richard Dethlefsen baute das Archiv aus, das zu großen Teilen den Zweiten Weltkrieg überstand. Es wurde dem Staatlichen Kunstinstitut der Polnischen Akademie der Wissenschaften in Warschau übergeben. Ein Teil des Fotomaterials gelangte aber auch ins ehemalige Allenstein und wurde dort im Staatsarchiv aufbewahrt. In den Jahren 2001 bis 2004 wurden die Fotografien des einstigen Provinzialdenkmalamts Königsberg digital erfasst. Bilder aus diesen Beständen, darunter auch Bittrichs Schuhmacherbild, wurden im Jahr 2005 in der Ausstellung Der Fotograf ist da! gezeigt, deren Schwerpunkt auf der Darstellung der Bewohner Ostpreußens lag.
„Bittrich – Wehlau“ wird als Urheber unter verschiedenen Fotografien in Böttichers Publikation Die Bau- und Kunstdenkmäler der Provinz Ostpreußen. Heft VII. Königsberg, Königsberg 1897 angegeben. Ebenso griff Richard Armstedt in seiner Geschichte der Königlichen Haupt- und Residenzstadt Königsberg, die 1899 erschien, auf Aufnahmen Bittrichs zurück. Zu diesem Zeitpunkt war Bittrich bereits in Wehlau ansässig.
Bittrich dokumentierte unter anderem die mittelalterlichen Fresken in der St.-Katharinen-Kirche Arnau, die in den Jahren 1908 bis 1912 freigelegt wurden. Zwei Fotos Bittrichs wurden 2012 in Nasz Gdańsk veröffentlicht.